# المعيار الغذائي للموافقة على المورد المحلي الآمن
المعيار الغذائي للموافقة على المُورِّد المحلي الآمن واختصاره (SALSA) هو معيار غذائي بريطاني.

## التاريخ
تم إنشاء معيار (SALSA) في 2007  من قِبل جمعية الضيافة البريطانية، واتحاد التجزئة البريطاني، واتحاد الأطعمة والمشروبات.

## المبنى
يقع مقر المنظمة التي تنظم معيار (SALSA) في أكسفوردشاير.